# Appias phaola
Appias phaola, ou branca-do-congo, é uma borboleta da família Pieridae. Pode ser encontrada na Serra Leoa, Libéria, Costa do Marfim, Gana, Togo, Benim, Nigéria, Camarões, Guiné Equatorial (Bioko), República do Congo, Uganda, Etiópia, Sudão, República Democrática do Congo, Quénia, Tanzânia e Malawi. O habitat desta borboleta consiste em florestas húmidas primárias.
Os adultos têm um período de voo relativamente rápido, e tendem a manter-se na sombra da floresta. Os machos envolvem-se em poças de lama e ambos os sexos são atraídos pelas flores.

## Sub-espécies
- Appias phaola phaola (Serra Leoa, Libéria, Costa do Marfim, Gana, Togo, Benim, sul da Nigéria, Camarões, Guiné Equatorial (Bioko), Congo)
- Appias phaola intermedia Dufrane, 1948 (República Democrática do Congo, sul do Sudão, Etiópia, Uganda, oeste da Tanzânia)
- Appias phaola isokani (Grose-Smith, 1889) (costa do Quénia, nordeste da Tanzânia, Malawi)